# حلا الترك
حلا الترك (15 مايو 2002 - ) هي مغنية وممثلة بحرينية، اشتهرت في سن صغيرة عندما شاركت في برنامج المواهب عرب قوت تالنت وهي في الثامنة من عمرها

## عن حياتها
ولدت لأب بحريني و أم سورية تدعى منى السابر . بدأت مشوارها الفني من خلال برنامج 'ستار صغار' في السابعة من عمرها عام 2009 على قناة أبو ظبي، ولكنها عرفت للجمهور بشكل أكبر في عام 2011 من خلال برنامج المواهب 'عرب قوت تالنت'، حيث اشتهرت كمطربة صغيرة. بعد فترة، أصدرت أغاني مثل 'بابا نزل معاشه' و'نامي'، بالإضافة إلى 'بنتي الحبوبة' التي حققت 584 مليون مشاهدة. استمرت في العمل كممثلة ومغنية، وشاركت في تقديم برنامج المسابقات 'هو وهاي وهي' مع هيا الشعيبي وأمل العوضي وبشار الشطي، الذي بث على قناة إم بي سي 1 في شهر رمضان 2014.

## دراستها
تخرجت من مدرسة عبدالرحمن كانو الدولية في البحرين ثم حصلت على بكالوريوس تصميم الأزياء و التصميم الإستراتيجي من معهد دبي للتصميم والإبتكار في عام 2025 حيث انها قامت بإلقاء كلمة الخريجين و وجّهت الشكر إلى عمتها التي استقرت معها في الإمارات و شجعتها على إكمال مسيرتها التعليمية من حيث تقديم الدعم النفسي لها.

## أعمالها

### الأغاني
قامت شركة بلاتينيوم ريكوردز (الظاهر شعارها في الصورة) بإنتاج معظم أغاني حلا الترك أما بقية الأغاني فهي من إنتاج شركة (Al Turk productions)التابعة لعائلة الترك.
| الأغنية                                    | المدة | سنة الإنتاج | شركة الإنتاج        |
| ------------------------------------------ | ----- | ----------- | ------------------- |
| افتح يا سمسم - لصالح مجموعة زين للاتصالات. | 1:00  | 2011        | بلاتينيوم ريكوردز   |
| بابا نزل معاشة                             | 4:11  | 2011        | بلاتينيوم ريكوردز   |
| بنيتي الحبوبة بمشاركة مشاعل (مغنية).       | 4:01  | 2011        | بلاتينيوم ريكوردز   |
| زهقانة                                     | 4:41  | 2012        | بلاتينيوم ريكوردز   |
| يا رب سامحني.                              | 3:57  | 2012        | بلاتينيوم ريكوردز   |
| هابي هابي.                                 | 4:26  | 2013        | بلاتينيوم ريكوردز   |
| نامي بمشاركة أسيل عمران (مغنية).           | 2:48  | 2013        | بلاتينيوم ريكوردز   |
| ترن ترن - لصالح مجموعة زين للاتصالات.      | 2:32  | 2014        | بلاتينيوم ريكوردز   |
| عيش اللحظة ( live in the moment)           | 3:35  | 2015        | بلاتينيوم ريكوردز   |
| آه يا قمر بمشاركة دنيا بطمة (مغنية).       | 4:40  | 2015        | بلاتينيوم ريكوردز   |
| Why I'm So Afraid                          | 5:11  | 2016        | AL TURK productions |
| شوف الكويت ( فيديو كليب حصري )             | 2:45  | 2016        | Al Turk productions |
| happy birthday Hammad                      | 4:31  | 2017        | Al Turk productions |
| عندك حلم (فيديو كليب حصري)                 | 5:34  | 2017        | Al Turk productions |
| اعشق ديرتي                                 | 3:18  | 2017        | بلاتينيوم ريكوردز   |
| ممنوع اللمس                                | 3:55  | 2018        | بلاتينيوم ريكوردز   |
| اوكي حبيبي                                 | 2:45  | 2018        | بلاتينيوم ريكوردز   |
| نهواك يا البحرين                           | 4:57  | 2018        | بلاتينيوم ريكوردز   |
| على الخالي بلاش                            | 2:51  | 2019        | بلاتينيوم ريكوردز   |
| Kaho Na Kaho                               | 5:27  | 2019        | Music Hits Records  |
| يا نبي سلام عليك                           | 4:14  | 2020        | Music Hits Records  |
| Hasbi Rabbi                                | 3:17  | 2020        | Music Hits Records  |
| Heart Touching Naat                        | 5:13  | 2020        | Music Hits Records  |
| Khuda Ko Dikh Raha Hoga                    | 2:58  | 2020        | Music Hits Records  |
| Mere Raske Qamar                           | 5:48  | 2020        | Music Hits Records  |

### البرامج الكوميدية
- واي فاي. كانت مشاركتها في البرنامج بأغنيتين فقط هما :
- أغنية القرقيعان
- أغنية العيد

#### البرامج التلفزيونية
- هو وهاي وهي برامج مسابقات
- تلفزيون الواقع برنامج عن حياتها اليومية

#### من المسرحيات
| سنه الإنتاج | اسم المسرحية    | بمشاركة                                                                                              | البلد المنتج             | نوع المسرحية   |
| ----------- | --------------- | --- | ------------------------ | -------------- |
| 2012        | الحبوبة         | ناصر البلوشي، عبد الله الطليحي، منى حسين                                                             | الكويت                   | أطفال هادفة    |
| 2012        | رحلة عمر        | بشار الشطي، ميساء مغربي، طلال باسم                                                                   | الإمارات العربية المتحدة | أطفال غنائية   |
| 2013        | محبوبة الهندية  | خالد امين، هنادي الكندري، فهد البناي                                                                 | الكويت                   | اجتماعية أطفال |
| 2014        | زين البحار      | حمد اشكناني، بشار الشطي، فاطمة الصفي، فرقة شياب                                                      | الكويت                   | أطفال هادفة    |
| 2015        | المصارع         | محمد عامر، إسماعيل القصاص، فيصل رشيد، نجوى الكبيسي، ناصر محمد                                        | قطر                      |                |
| 2015        | زين الأوطان     | حمد اشكناني، بشار الشطي، فاطمة الصفي، فرقة شياب                                                      | الكويت                   | تربوية اطفال   |
| 2016        | زين الادغال     | حمد أشكناني، بشار الشطي، فاطمة الصفي، فرقة شياب                                                      | الكويت                   |                |
| 2018        | صنع في زين      | حمد اشكناني ، بشار الشطي ، فاطمه الصفي ، مروى بن صغير ، شهد العميري                                  | الكويت                   |                |
| 2022        | زين للأبد       | فاطمه الصفي ، حمد اشكناني ، ليلى عبدالله ، جود عزيز ، طلال باسم ، ناصر عباس ، حنين حسين ، وديمة احمد | الكويت                   |                |
| 2023        | لا شي ابداً كزين | فاطمة الصفي ، حمد اشكناني ، ليلى عبدالله ، طلال سام ، عبدالسلام محمد                                 | الكويت                   |                |

## الجوائز
| السنة | الجائزة                               | الفئة           | النتيجة | مراجع |
| ----- | ------------------------------------- | --------------- | ------- | ----- |
| 2019  | جائزة اختيار أطفال نكلوديون - أبو ظبي | الفنانة المفضلة | فوز     | [ 9 ] |

## وصلات خارجية
- حلا الترك على موقع IMDb (الإنجليزية)
- حلا الترك على موقع قاعدة بيانات الأفلام العربية